# Pink Grootendorst
Pink Grootendorst est un cultivar de rosier buisson de couleur rose à fleurs semi-doubles rappelant l'œillet. Cet hybride diploïde de la famille de Rosa rugosa a été obtenu en 1923 par le Néerlandais F.J. Grootendorst à partir du cultivar du même nom 'F.J. Grootendorst' (Rosa rugosa, De Goey, 1918).

## Utilisation
Ce rosier résistant à la pollution, au froid et aux maladies est souvent utilisé pour fleurir les terrains difficiles (secs, pauvres, etc.).

## Description
Il peut former des haies vigoureuses jusqu'à 1,50 m, croissant en largeur jusqu'à 1 m en moyenne, et fleurit abondamment de juin jusqu'à l'automne. Ses fleurs non parfumées ont de trente à quarante pétales et mesurent de 4 à 5 cm de diamètre. Son feuillage est brillant et vert-foncé.

## Prix
- 1993 : Médaille du mérite de la Royal Horticultural Society.